# Pleuroprucha obscurior
Pleuroprucha obscurior är en fjärilsart som beskrevs av William Schaus 1901. Pleuroprucha obscurior ingår i släktet Pleuroprucha och familjen mätare. Inga underarter finns listade i Catalogue of Life.